# Joucou
Joucou es una pequeña localidad  y comuna francesa, situada en el departamento del Aude en la región de Languedoc-Roussillon.
A sus habitantes se les conoce por el gentilicio Joucounais.

## Demografía
| 40 | 48 | 33 | 25 | 25 | 27 |
| Para los censos de 1962 a 1999 la población legal corresponde a la población sin duplicidades (Fuente: INSEE [Consultar]) |    |    |    |    |    |

(Población sans doubles comptes según la metodología del INSEE).

## Lugares de interés
- Vestigios del Monasterio benedictino de Saint-Jacques de Joucou, fundado en el siglo IX.